# Foundation for Economic Education
A Foundation for Economic Education (FEE) (Fundação para Educação Econômica) é uma das mais antigas organizações defensoras do livre mercado. Foi fundada nos Estados Unidos especificamente para estudar a filosofia liberal. A FEE promove pesquisas e divulga o livre mercado, liberalismo clássico e ideais libertaristas por meio de sua revista mensal, The Freeman, assim como por meio de panfletos, palestras e patrocínio acadêmico. Também publica reimpressões de textos libertários clássicos e organiza seminários com figuras públicas estadunidenses.